# Карлтон (Џорџија)
Карлтон (Џорџија) (енгл. Carlton) град је у америчкој савезној држави Џорџија. По попису становништва из 2010. у њему је живело 260 становника.

## Демографија
Према попису становништва из 2010. у граду је живело 260 становника, што је 27 (11,6%) становника више него 2000. године.
| Група             | 2000.       | 2010.       |
| Белци             | 172 (73,8%) | 201 (77,3%) |
| Афроамериканци    | 53 (22,7%)  | 53 (20,4%)  |
| Азијати           | 4 (1,7%)    | 2 (0,8%)    |
| Хиспаноамериканци | 1 (0,4%)    | 3 (1,2%)    |
| Укупно            | 233         | 260         |